# دانشگاه دوک

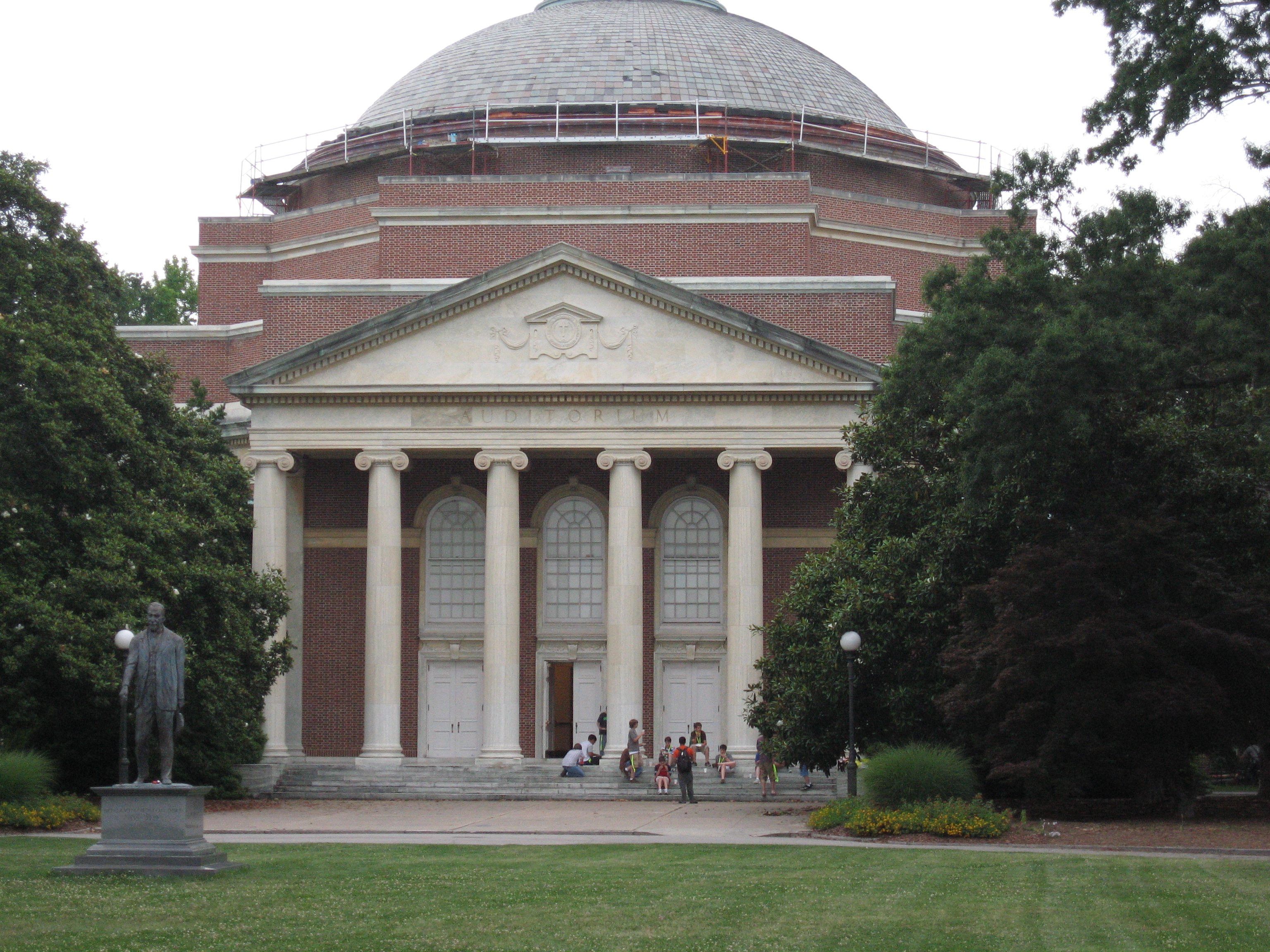
تالار بالدوین

دانشگاه دوک (به انگلیسی: Duke University) یک دانشگاه تحقیقاتی خصوصی در شهر دورهام واقع در ایالت کارولینای شمالی آمریکا است که در سال ۱۸۳۸ میلادی بنیان‌نهاده شده‌است. این دانشگاه وابستگی مذهبی بسیاری به کلیسای متودیسم دارد. در سال ۱۹۲۴، صنعتگر تنباکو و برق جیمز بیوکنن دوک دانشگاه دوک را تأسیس کرد، در آن زمان دانشگاه نامش را به افتخار پدر درگذشتهٔ او، واشینگتن دوک عوض کرد.
پردیس دانشگاه ۸٬۶۰۰ جریب فرنگی (۳۵ کیلومتر مربع) در سه پردیس همجوار در دورهام و یک آزمایشگاه دریایی در بووفرت را دربرمی‌گیرد.
دانشگاه دوک همواره جزو بهترین دانشگاه‌های جهان در بسیاری از رده‌بندی‌های معتبر قرار گرفته‌است. بر اساس مطالعهٔ نشریهٔ نیویورک تایمز، فارغ‌التحصیلان این دانشگاه در زمان استخدام بسیار مورد توجه و احترام می‌باشند. از دانش آموختگان این دانشگاه می‌توان چارلی رز، ملیندا گیتس، و ران پال را نام برد.

## رتبه‌بندی
در رتبه‌بندی برترین دانشگاه‌های جهان در سال ۲۰۲۰ که مؤسسه QS آن را ارائه داده‌است دانشگاه دوک در رتبه ۲۵ جهان و ۱۳ آمریکا قرار گرفته‌است. بر اساس رتبه‌بندی مؤسسه تایمز در سال ۲۰۲۰ نیز این دانشگاه در رتبه ۲۰ دانشگاه‌های جهان قرار دارد. بر اساس رتبه‌بندی سال ۲۰۲۲ نشریه US News، دانشگاه دوک در بخش تحقیقات پزشکی در جایگاه سوم آمریکا، پس از دانشگاه هاروارد و دانشگاه نیویورک قرار گرفته‌است.

## دانشکده‌ها
این دانشگاه از دانشکده‌های زیر تشکیل شده‌است

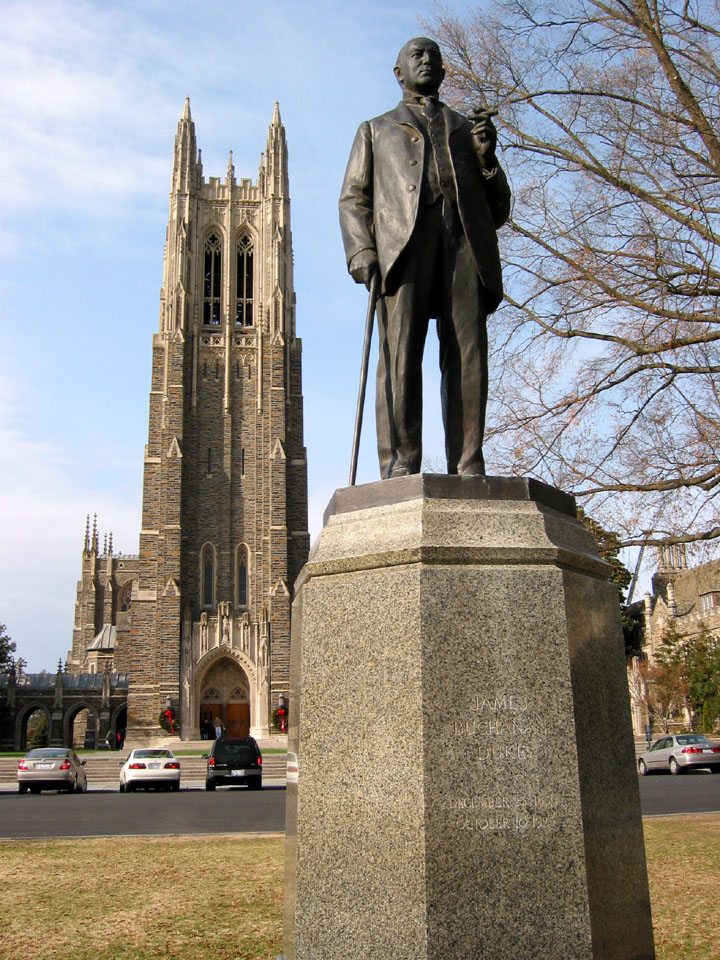
زنگ‌برج دانشگاه

- دانشکده پزشکی
- دانشکده الهیات
- دانشکده مهندسی
- دانشکده محیط‌زیست
- دانشکده کسب‌وکار
- دانشکده حقوق
- دانشکده پرستاری
- دانشکده علوم اجتماعی
- دانشکده هنر